# Мати й не мати (фільм)
«Мати й не мати», (англ. To Have and Have Not) — американський пригодницький кінофільм 1944 року з Гамфрі Богартом у головній ролі, кінодебют 19-літній моделі Лорен Беколл. Сценарій написаний за мотивами однойменної повісті Ернеста Хемінгуея.
Фільм має багато спільних рис із іншим відомим фільмом Богарта «Касабланка». Тут Богарт також грає американця-експатріанта на території французької колонії, байдужого до політики, але надалі вплутаного в місцеві політичні інтриги. Одним із місць, де розгортається дія фільму, також є кафе, де виступає піаніст-співак.

## Сюжет
Гаррі Морган живе в готелі на острові Мартиніка в Карибському морі. Він має катер і заробляє на життя тим, що возить всіх бажаючих на риболовлю. Його приятель Жерар на прізвисько Френчі, власник готелю, звертається до нього із проханням таємно перевести на острів лідера руху Опору. Гаррі не хоче ризикувати й навідріз відмовляється, хоч які гроші йому пропонують.
Несподівано в нього виникають фінансові проблеми — клієнт намагається залишити острів, не розплатившись. За допомогою своєї нової знайомої Марі, Гаррі вдається вивести його на чисту воду й змусити виписати чек, однак у наступний момент кафе готелю обстрілює про-вішиська поліція, і клієнт гине, не встигнувши поставити підпис. У такий спосіб Гаррі залишається без зароблених грошей.
Поліція веде розшук групи учасників опору — під час перестрілки в кафе кілька з них загинуло, але двом удалося врятуватися. Капітан Ренар допитує Гаррі й Марі, але нічого від них не довідується.
Між Гаррі й Марі виникає взаємне притягання. Вона розповідає йому, що втекла зі свого дому, тепер дуже хоче повернутися, але не має грошей, щоб вибратися з острова. Гаррі хоче допомогти їй і погоджується на небезпечне завдання Френчі з метою заробити грошей. Пізно вночі він зі своїм напарником, старим випивакою Едді, виходить у море, направляється до призначеного місця й підбирає лідера опору де-Бурсака з його дружиною. По дорозі назад вони натрапляють на патрульний корабель, і Гаррі відкриває вогонь. У результаті перестрілки поранений де-Бурсак. Френчі ховає його з іншими опорниками в підвалі свого готелю. Оскільки немає можливості знайти для нього лікаря, Гаррі вирішує власноручно провести операцію, щоб витягти кулю з його рани. Завдяки цьому де-Бурсак вже незабаром почуватиметься краще.
Марі влаштовується співачкою в кафе готелю. Хоча Гаррі дає їй потрібну суму грошей, щоб виїхати, вона залишається на острові, тому що закохалася в Гаррі й не хоче з ним розлучатися.
Тим часом поліція на чолі з капітаном Ренаром одержує інформацію про де-Бурсака й про причетність Гаррі до його укривання. Спочатку вони заарештовують Едді, потім приходять у номер до Гаррі, починають допитувати його й загрожувати. Нишком взявши пістолет з ящика стола, він стріляє в одного з поліцейських, під дулом пістолета обеззброює їх всіх і разом із Френчі надягає на них наручники. Залишивши полонених поліцейських повстанцям, він разом з Марі й звільненим Едді негайно залишає острів.

## У ролях
- Гамфрі Богарт — Гаррі «Стів» Морган
- Волтер Бреннан — Едді
- Лорен Беколл — Марі «Слім» Браунінг
- Гоугі Кармайкл — піаніст Крікет
- Марсель Даліо — Жерар «Френчі»
- Ден Сеймур — капітан Ренар
- Долорес Моран — Елен де Бурсак